# Rebecca Heineman
Pour les articles homonymes, voir Heineman.
Rebecca Ann Heineman, née le 30 octobre 1963, est une conceptrice et programmeuse américaine de jeux vidéo. Vétéran de longue date de l'industrie du jeu vidéo, Heineman est membre fondatrice des sociétés de jeux vidéo Interplay Productions, Logicware, Contraband Entertainment et Olde Sküül. Elle est directrice générale d'Olde Sküül depuis 2013.

## Jeunesse
Rebecca Ann Heineman nait et grandit à Whittier, en Californie. Dans sa jeunesse, elle n'a pas les moyens d'acheter des jeux pour son Atari 2600, alors elle apprend elle-même à copier des cartouches et se constitue une collection de jeux vidéo piratés conséquente. Finalement, elle ne se satisfait plus de la simple copie de jeux et procède à une rétro-ingénierie du code de la console pour comprendre comment les jeux ont été créés. En 1980, Heineman se rend avec un ami à Los Angeles pour participer à la branche régionale d'un championnat national du jeu Space Invaders. Elle remporte le concours alors qu'elle ne s'attend pas à figurer parmi les 100 meilleurs candidats. Plus tard dans l'année, elle remporte aussi le championnat à New York. Heineman est donc considérée comme la première championne nationale de tournois de jeux vidéo.

## Carrière
Après avoir remporté le tournoi, Heineman se voit proposer un poste de rédactrice pour le magazine mensuel Electronic Games et un poste de consultante pour un livre intitulé How to Master Video Games. Elle mentionne à un éditeur de magazine qu'elle a procédé à une retro-ingénierie du code Atari 2600, et l'éditeur organise une réunion entre Heineman et les propriétaires du développeur de jeux vidéo Avalon Hill. Durant la rencontre, elle est immédiatement embauchée comme programmeuse. Heineman, âgée de 16 ans à l'époque, déménage aux États-Unis pour son nouvel emploi, abandonnant le projet d'acquérir un diplôme d'études secondaires. À Avalon Hill, Heineman crée un manuel pour l'équipe de programmation de l'entreprise, le moteur de jeu du studio et le code source de plusieurs projets logiciels, y compris son premier jeu, London Blitz, avant de quitter l'entreprise. 
Heineman retourne en Californie pour travailler pour un autre développeur, Boone Corporation. Pour Boone, elle programme les jeux Chuck Norris Superkicks et Robin Hood, acquérant des connaissances en programmation pour Commodore 64, Apple II, VIC-20 et IBM PC, en matériel de jeu vidéo et conception de jeux vidéo. Boone cesse ses activités en 1983, et Heineman s'associe avec Brian Fargo, Jay Patel et Troy Worrell, et les quatre fondent Interplay Productions (plus tard connu sous le nom d'Interplay Entertainment). Heineman travaille en tant que programmeuse principale pour la société, notamment sur Wasteland, The Bard's Tale, Out of This World et les ports Mac OS et 3DO de Wolfenstein 3D. 
Heineman conçoit ensuiteThe Bard's Tale III: Thief of Fate, Dragon Wars, Tass Times in Tonetown, Borrowed Time, Mindshadow et The Tracer Sanction, entre autres, pour Interplay. Alors que l'entreprise compte plus de 500 employés, Heineman, souhaitant revenir à un travail dans de petites équipes comme à ses débuts, quitte l'entreprise en 1995 et cofonde Logicware, où elle est cheffe de la technologie et programmeuse principale. Heineman supervise également les activités de portage de l'entreprise, qui comprennent Out of This World, Shattered Steel, Jazz Jackrabbit 2 et un port Mac OS annulé de Half-Life. 
En 1999, Heineman fonde Contraband Entertainment, où elle y exerce les fonctions de directrice générale. La société développe plusieurs jeux originaux tout comme des ports vers diverses plates-formes pour d'autres développeurs. Les projets dirigés par Heineman incluent Myth III: The Wolf Age et Activision Anthology, ainsi que les ports Mac OS pour Aliens vs predator, Baldur's Gate II et Heroes of Might and Magic IV. Pendant ce temps, elle fournit également des services de conseil pour d'autres sociétés : elle agit en tant « [qu']ingénieure senior III » pour Electronic Arts, met à niveau le code moteur pour Barking Lizards Technologies et Ubisoft, optimise le code pour Sensory Sweep Studios, et agit en tant qu'architecte logiciel principale pour Bloomberg LP et Amazon. Elle propose une formation sur le développement de la Xbox 360 pour les studios de développement de Microsoft et travaille sur le code du noyau de la PlayStation Portable et la PlayStation 4 chez Sony.  
Contraband disparait en 2013 et Heineman fonde une nouvelle société, Olde Sküül, avec Jennell Jaquays, Maurine Starkey et Susan Manley. Heinman y est la PDG. 

## Fonction dans les conseils d'administration
Heineman fait partie du conseil consultatif du Video Game History Museum depuis 2011 et du conseil d'administration de l'organisation LGBTQ + GLAAD. Au cours de son mandat chez Amazon, Heineman est, en plus de son rôle technologique, également la «présidente transgenre» du groupe LGBTQ + d'Amazon, connu sous le nom de Glamazon. 

## Distinctions
Heineman est reconnue comme la première championne nationale de tournois de jeux vidéo à avoir remporté le Championnat national "Space Invaders" de 1980. Sailor Ranko, une fanfiction basée sur Sailor Moon créée par Heineman, remporte plusieurs prix. En 2017, elle est intronisée au Temple de la renommée du jeu vidéo international. 

## Jeux
- The Bard's Tale: Tales of the Unknown (1985)
- Borrowed Time (1985)
- Tass Times in Tonetown (1986)
- The Bard's Tale III: Thief of Fate (1988)
- Neuromancer (1988)
- Crystal Quest (1989, portage Apple IIgs)
- Dragon Wars (1989)
- Track Meet (1991)
- RPM Racing (1991)
- Another World (1992, portage Super Nintendo)
- Rescue Rover (1993, portage Apple IIgs)
- Interplay's 10 Year Anthology: Classic Collection (1993)
- Ultima I (1994, portage Apple IIgs)
- Wolfenstein 3D (1995, portage Mac/3DO)
- Thayer's Quest (1995)
- Killing Time (1996)
- Doom (1996, portage 3DO)
- Defiance (1997)
- Tempest 2000 (1998, portage Mac)
- Remington Top Shot: Interactive Target Shooting (1998)
- Redneck Rampage (1999, Mac port)
- Jazz Jackrabbit 2 (1999, Mac port)
- Galactic Patrol (1999, Mac port)
- Bugdom (1999)
- Myth III: The Wolf Age (2001)
- Baldur's Gate II: Shadows of Amn (2001, Mac port)
- Nanosaur Extreme (2002)
- Icewind Dale (2002, Mac port)
- Hexen II (2002, Mac port)
- Activision Anthology (2002)
- Medal of Honor : Soleil levant (2003)
- Pitfall : L'Expédition perdue (2004)
- Medal of Honor : Batailles du Pacifique (2004)
- GoldenEye : Au service du mal (2004)
- Medal of Honor : Les Faucons de guerre (2005)
- Command and Conquer 3 : Les Guerres du Tiberium (2007)
- Alvin et les Chipmunks (2007)
- Chip's Challenge (2015, réédition Windows)

## Vie privée
Durant sa période à Interplay, Heineman sort souvent dans un fast food à proximité pour acheter un sac rempli de hamburgers à 29 cents, passant le reste de la journée dans l'entreprise à manger ces hamburgers et à stocker les restes sur son bureau. Cela lui vaut le surnom de « Burger », et elle est souvent appelée « Burger Bill » et « Burger Becky ». Heinemann cache également des hamburgers à l'intérieur des jeux qu'elle programme comme easter eggs,. 
Vers 2003, Heineman reçoit un diagnostic de dysphorie de genre et commence sa transition pour devenir une femme. Son prénom « William » est officiellement remplacé par « Rebecca Ann »,. Depuis sa transition, Rebecca Heineman vit en tant que lesbienne. Elle a cinq enfants et est mariée à Jennell Jaquays. Rebecca Heineman réside à El Cerrito, en Californie, où se trouve son entreprise Olde Sküül,.